# Гай Сульпиций Лонг
Гай Сульпи́ций Лонг (лат. Gaius Sulpicius Longus; умер после 312 года до н. э.) — древнеримский военный и политический деятель из патрицианского рода Сульпициев Лонгов, трёхкратный консул (в 337, 323 и 314 годах до н. э.).

## Биография
Гай происходил из патрицианского рода Сульпициев Лонгов; благодаря записи в Капитолийских фастах известно, что его родной отец носил преномен Сервий. 
В год первого консульства Гая Сульпиция началась война между сидицинами и союзными Риму аврунками. Гай Сульпиций и его коллега Публий Элий Пет были посланы на помощь аврункам. Но из-за нерасторопности помощь опоздала, поэтому сенат назначил диктатора.
В 323 году до н. э., став консулом во второй раз, Гай Сульпиций был послан воевать с самнитами. Римляне разорили земли Самния, но открытых боевых действий не было.
В 314 году до н. э. консулы Гай Сульпиций и Марк Петелий Либон во время Второй Самнитской войны взяли Сору и города авзонов. В том же году они разгромили самнитов при Кавдии, после чего двинулись к Бовиану, где передали войска диктатору Гаю Петелию Либону Визолу. В 312 году до н. э. Гай Сульпиций был назначен диктатором для подготовки к войне с этрусками.